# Gouvernement Borissov II
Pour les articles homonymes, voir Gouvernement Borissov.
 (août 2023).
Si vous disposez d'ouvrages ou d'articles de référence ou si vous connaissez des sites web de qualité traitant du thème abordé ici, merci de compléter l'article en donnant les références utiles à sa vérifiabilité et en les liant à la section « Notes et références ».
République de Bulgarie
Bliznachki Guerdjikov
Le gouvernement Borissov II (en bulgare : Правителство на Бойко Борисов 2) est le gouvernement de la république de Bulgarie entre le 7 novembre 2014 et le 27 janvier 2017, durant la quarante-troisième législature de l'Assemblée nationale.

## Historique et coalition
Dirigé par l'ancien Premier ministre conservateur Boïko Borissov, ce gouvernement est constitué par une coalition centriste entre les Citoyens pour le développement européen de la Bulgarie (GERB), le Bloc réformateur (RB) et l'Alternative pour la renaissance bulgare (ABV). Ensemble, ils disposent de 118 députés sur 240, soit 49,2 % des sièges de l'Assemblée nationale. Il bénéficie du soutien sans participation du Front patriotique (PF) et de Bulgarie sans censure (BBT), qui comptent ensemble 34 députés, soit 14,2 % des sièges de l'Assemblée nationale.
Il est formé à la suite des élections législatives anticipées du 5 octobre 2014.
Il succède donc au gouvernement transitoire de technocrates dirigé par l'universitaire Gueorgui Bliznachki. Ce dernier est mis en place le 6 août précédent, à la suite de la démission du gouvernement de centre-gauche dirigé par l'indépendant Plamen Orecharski, qui avait perdu le soutien des trois partis le soutenant, Parti socialiste bulgare (BSP), Mouvement des droits et des libertés (DPS) et l'Union nationale Attaque (ATAKA).

### Formation
À l'occasion du scrutin et pour la troisième fois consécutive, les GERB arrivent en tête mais sont toujours privés de majorité absolue. Borissov s'associe alors avec deux formations libérales et négocie, comme en 2009, l'appui de formation populiste conservatrice. Fort d'une solide majorité parlementaire, il désigne les membres de son gouvernement seulement un mois après la tenue des élections anticipées.

### Évolution
Au mois de janvier 2016, le cabinet perd l'appui de 10 députés du Bloc réformateur. Le 10 mai suivant, l'ABV annonce qu'elle se retire de la coalition, aussi le Vice-Premier ministre et ministre du Travail Ivaïlo Kalfin annonce qu'il compte remettre sa démission. Après que le vice-Premier ministre Tomislav Donchev a refusé de reprendre son portefeuille, l'Assemblée nationale désigne le 18 mai, sur proposition de Borissov, la vice-ministre Zornitsa Roussinova à la suite de Kalfin. Moins de trois semaines plus tard, cinq députés du Centre démocratique (BDC), successeurs de BBT, annoncent qu'ils ne soutiennent plus le gouvernement. Ainsi, le cabinet bénéficie du soutien de 127 députés au total, contre 152 en début de législature.

### Succession
Le 14 novembre 2016, au lendemain du second tour de l'élection présidentielle qui voit la victoire du candidat socialiste Roumen Radev sur la conservatrice Tsetska Tsacheva, Borissov remet sa démission comme il s'y était engagé si ce cas de figure se produisait. Il doit cependant attendre le 27 janvier 2017 pour être remplacé par l'indépendant Ognyan Guerdjikov et son gouvernement transitoire, chargé de mener le pays aux élections législatives anticipées.

## Composition
| Fonction | Titulaire | Titulaire                                                     | Parti |
| --- | --------- | ------------------------------------------------------------- | ----- |
| Premier ministre |           | Boïko Borissov                                                | GERB  |
| Vice-Première ministre Chargée des Politiques de la coalition et de l'Administration publique                                               |           | Roumiana Bǎtchvarova                                          | GERB  |
| Vice-Première ministre Chargée des Politiques européennes et des Affaires institutionnelles                                                 |           | Meglena Kouneva                                               | RB    |
| Vice-Premier ministre Chargé des Fonds européens et de la Politique économique                                                              |           | Tomislav Donchev                                              | GERB  |
| Vice-Premier ministre (jusqu'au 18/05/2016) Chargé des Politiques démographiques et sociales Ministre du Travail et des Politiques sociales |           | Ivaïlo Kalfin (jusqu'au 18/05/2016)                           | ABV   |
| Vice-Premier ministre (jusqu'au 18/05/2016) Chargé des Politiques démographiques et sociales Ministre du Travail et des Politiques sociales |           | Zornitsa Roussinova                                           | Sans  |
| Ministre des Affaires étrangères |           | Daniel Mitov                                                  | RB    |
| Ministre de l'Intérieur |           | Vesselin Voutchkov (jusqu'au 11/03/2015) Roumiana Bǎtchvarova | GERB  |
| Ministre de l'Éducation et de la Science |           | Todor Tanev (jusqu'au 03/02/2016) Meglena Kouneva             | RB    |
| Ministre des Finances |           | Vladislav Goranov                                             | GERB  |
| Ministre de la Justice |           | Hristo Ivanov (jusqu'au 18/12/2015)                           | Sans  |
| Ministre de la Justice |           | Ekaterina Zakharieva                                          | Sans  |
| Ministre de la Défense |           | Nikolaï Nentchev                                              | RB    |
| Ministre de l'Économie |           | Bojidar Loukarski                                             | RB    |
| Ministre de l'Énergie |           | Temenoujka Petkova                                            | GERB  |
| Ministre du Tourisme |           | Nikolina Angelkova                                            | GERB  |
| Ministre de l'Agriculture et de l'Alimentation                                                                                              |           | Dessislava Taneva                                             | GERB  |
| Ministre du Développement régional et des Travaux publics                                                                                   |           | Liliana Pavlova                                               | GERB  |
| Ministre des Transports, des Technologies de l'information et des Communications                                                            |           | Ivaïlo Moskovski                                              | GERB  |
| Ministre de l'Environnement et des Eaux |           | Ivelina Vassileva                                             | GERB  |
| Ministre de la Santé |           | Petǎr Moskov                                                  | RB    |
| Ministre de la Culture |           | Vejdi Rachidov                                                | GERB  |
| Ministre de la Jeunesse et des Sports |           | Krassen Kralev                                                | GERB  |